# Anamaria Vartolomei
Anamaria Vartolomei (n. 9 aprilie 1999, Frankfurt am Main, Germania) este o actriță franco-română cunoscută pentru rolul Violettei Giurgiu din filmul Mica mea prințesă (2011).

## Biografie
S-a născut în Bacău dar a copilărit în satul bunicilor, Plopu, din orașul Dărmănești până la vârsta de 6 ani. Părinții acesteia au plecat în Franța când Anamaria Vartolomei avea doi ani.
Și-a început cariera în film la vârsta de zece ani și jumătate, fiind aleasă dintre 500 de candidați pentru a interpreta unul din cele două roluri principale din Mica mea prințesă (2011), alături de Isabelle Huppert. Caracterul său puternic este inspirat de copilăria regizoarei Eva Ionesco. Acest prim rol a fost bine primit de criticii de film, aducându-i o nominalizare la premiul Lumières pentru cea mai promițătoare actriță. La Festivalul de la Cannes din următorul an, Anamaria Vartolomei este aleasă să apară pe afișul secțiunii Semaine de la critique.
A mai jucat în filme precum Jacky în regatul femeilor (2014) sau L'Idéal (2016). În 2017, ea a jucat unul dintre rolurile principale din L'Échange des princesses.
În 2022 Vartolomei devine prima actriță de origine română care câștigă un Premiu César.

## Filmografie
- Mica mea prințesă (2011) - Violetta Giurgiu
- Jacky în regatul femeilor (2014) - Zonia
- Ma révolution (2016) - Sygrid
- L'Idéal (2016) - Lena
- Eternitate (2016)
- Le semeur (2017) - Joséphine
- L'Échange des princesses (2017) - Louise Elisabeth
- L’évènement (2021) - Anne
- Monte Cristo (2024) - Haydée

## Distincții
- Festivalul internațional de film de la Mumbai 2011: cea mai bună actriță, cu Isabelle Huppert pentru Mica mea prințesă
- Premiul Lumières 2012: nominalizată la categoria cea mai promițătoare actriță pentru Mica mea prințesă
- Festivalul filmului francofon de La Ciotat 2012: Premiul pentru cea mai bună interpretare feminină pentru Mica mea prințesă[9]
- Premiul Lumières 2022: cea mai bună actriță pentru L'Événement[10]
- Premiul César pentru cea mai bună tânără speranță feminină[8]

## Legături externe
- Anamaria Vartolomei la CineMagia
- Anamaria Vartolomei la Internet Movie Database